# Arquebisbat d'Aparecida
L'arquebisbat d'Aparecida  (portuguès: Arquidiocese de Aparecida; llatí: Archidioecesis Apparitiopolitana) és una seu metropolitana de l'Església catòlica al Brasil, seu metropolitana de la província eclesiàstica d'Aparecida. La catedral és el Santuari d'Aparecida. El 2020 tenia 166.000 batejats sobre 198.206 habitants. Des del 16 de novembre del 2016 està regida per l'arquebisbe Orlando Brandes.

## Territori

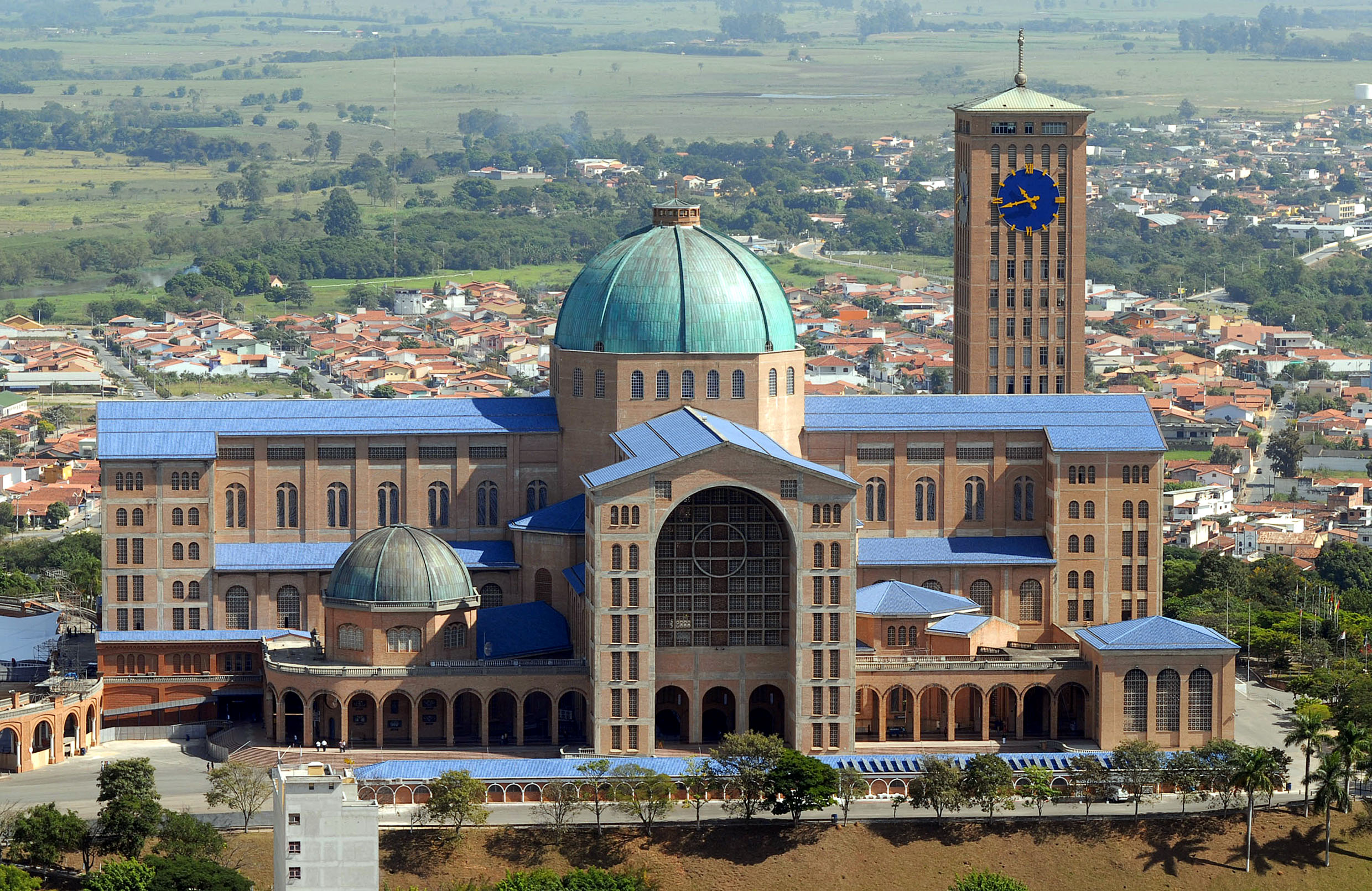
El santuari nacional de Nostra Senyora d'Aparecida.

L'arxidiòcesi comprèn cinc municipis dins de l'estat brasiler de São Paulo: Aparecida, Guaratinguetá, Lagoinha, Potim e Roseira.
La seu arxiepiscopal és la ciutat d'Aparecida, on hi ha el Santuari Nacional d'Aparecida, el santuari marià més important del Brasil, que des del 1981 i per voluntat de Joan Pau II és una basílica menor. Des del 22 d'octubre de 2016, per un decret del Papa Francesc, el santuari és la nova catedral de l'arxidiòcesi, en substitució de l'excatedral de Sant Antoni situada a la ciutat de Guaratinguetá.
El territori s'estén sobre 1.300 km², i el 2020 estava dividit en 18 parròquies.
L'arxidiòcesi té quatre diòcesis sufragànies, el Bisbat de Caraguatatuba, el bisbat de Lorena, el bisbat de São José dos Campos i el bisbat de Taubaté.

## Història
L'arxidiòcesi va ser erigida canònicament el 19 d'abril de 1958, mitjançant la butlla Sacrorum Antistitum del Papa Pius XII, a partir de territori pres de l'arquebisbat de São Paulo i del bisbat de Taubaté.
Ha estat visitada per tres Papes: Joan Pau II al juliol de 1980, Benet XVI al maig de 2007 i Francesc al juliol de 2013.

## Cronologia episcopal
- Carlos Carmelo de Vasconcelos Motta † (19 d'abril de 1958 - 18 de setembre de 1982 mort)
- Geraldo María de Morais Penido † (18 de setembre de 1982 - 12 de juliol de 1995 jubilat)
- Aloísio Leo Arlindo Lorscheider, O.F.M. † (24 de maig de 1995 - 28 de gener de 2004 jubilat)
- Raymundo Damasceno Assis, (28 de gener de 2004 - 16 de novembre de 2016 jubilat)
- Orlando Brandes (16 de novembre de 2016 - en el càrrec)[5]

## Estadístiques
A finals del 2012, la diòcesi tenia 169.300 batejats sobre una població de 200.000 persones, equivalent al 84,7% del total.
| any  | població | població | població | sacerdots | sacerdots       | sacerdots       | sacerdots             | diàques | religiosos | religiosos | parroquies |
| ---- | -------- | -------- | -------- | --------- | --------------- | --------------- | --------------------- | ------- | ---------- | ---------- | ---------- |
| any  | batejats | total    | %        | total     | clergat secular | clergat regular | batejats por sacerdot | diàques | homes      | dones      |            |
| 1959 | 66.000   | 72.000   | 91,7     | 57        | 6               | 51              | 1.157                 |         | 76         | 91         | 5          |
| 1966 | 71.200   | 75.900   | 93,8     | 53        | 5               | 48              | 1.343                 |         | 75         | 122        | 6          |
| 1970 | 100.674  | 106.544  | 94,5     | 57        | 4               | 53              | 1.766                 |         | 80         | 170        | 6          |
| 1976 | 108.759  | 116.525  | 93,3     | 75        | 4               | 71              | 1.450                 |         | 175        | 148        | 7          |
| 1980 | 116.000  | 126.000  | 92,1     | 79        | 5               | 74              | 1.468                 |         | 123        | 120        | 9          |
| 1990 | 170.870  | 186.940  | 91,4     | 68        | 13              | 55              | 2.512                 |         | 143        | 144        | 8          |
| 1999 | 193.700  | 212.000  | 91,4     | 84        | 23              | 61              | 2.305                 | 2       | 110        | 135        | 15         |
| 2000 | 190.000  | 220.000  | 86,4     | 97        | 19              | 78              | 1.958                 | 2       | 123        | 163        | 15         |
| 2001 | 190.000  | 220.000  | 86,4     | 91        | 24              | 67              | 2.087                 | 2       | 103        | 176        | 15         |
| 2002 | 198.000  | 220.000  | 90,0     | 94        | 21              | 73              | 2.106                 | 2       | 118        | 183        | 15         |
| 2003 | 151.470  | 168.300  | 90,0     | 89        | 20              | 69              | 1.701                 | 2       | 111        | 173        | 15         |
| 2004 | 83.013   | 180.000  | 46,1     | 90        | 21              | 69              | 922                   | 2       | 119        | 177        | 16         |
| 2006 | 85.200   | 184.600  | 46,2     | 94        | 22              | 72              | 906                   | 2       | 124        | 159        | 17         |
| 2011 | 167.800  | 198.000  | 84,7     | 102       | 26              | 76              | 1.645                 | 2       | 175        | 188        | 18         |
| 2012 | 169.300  | 200.000  | 84,7     | 99        | 26              | 73              | 1.710                 | 2       | 125        | 186        | 18         |